# کاسیبلآنوس
کاسیبلآنوس یا کاسیبلانوس یا کاسیبعلآنوس (انگلیسی: Cassibelaunus؛ –) یک فرمانده نظامی در بریتانیا بود. او رهبر نظامی تاریخی بریتانیایی بود که رهبری دفاع در برابر دومین لشکرکشی جولیوس سزار به بریتانیا در سال ۵۴ قبل از میلاد را بر عهده داشت. او اتحادی از قبایل را علیه نیروهای رومی رهبری کرد، اما در نهایت پس از افشای موقعیت مکانی او توسط بریتانیایی‌های شکست‌خورده به ژولیوس سزار، تسلیم شد. پنج قبیله بریتانیایی به نام‌های سنیمانی، سگانتیاچی، آنکالیت‌ها، بیبروکی‌ها و کاسی‌ها به سزار تسلیم شدند و در نهایت محل دژ کاسیبلونوس را نیز فاش کردند؛ و سزار اقدام به محاصره آخرین سنگرها کرد.
در نهایت کاسیبلاونوس با شنیدن شکست‌ها و ویرانی سرزمین‌هایش، به ناچار تسلیم شد.

## ریشه نام کاسیبلانوس
نام رایج بریتنی کاسیبلانوس از کلمه uellaunos (به معنای "فرمانده") سرچشمه می‌گیرد. اما معنی پیشوند کاسی همچنان مورد بحث است.